# Moteur à soupapes en tête
Ne doit pas être confondu avec Moteur à arbre à cames en tête.

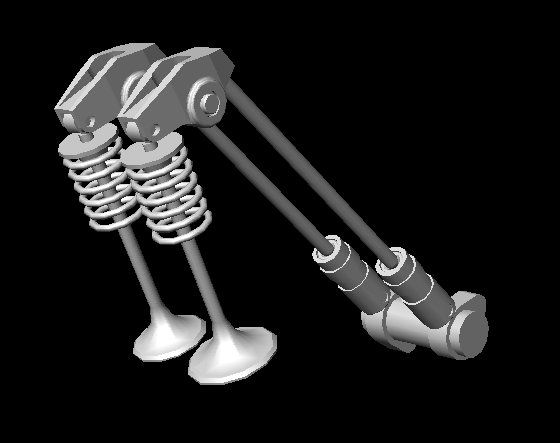
Mécanisme de commande des soupapes en tête.

Les moteurs à soupapes en tête (« overhead valve » ou OHV en anglais) sont une alternative aux moteurs à soupapes latérales. On peut les rencontrer sur toutes sortes d'architectures de moteurs à quatre temps (en V, en ligne, etc.). La disposition en tête, c'est-à-dire au-dessus du cylindre, permet d'avoir une meilleure circulation des gaz et un meilleur taux de compression que les moteurs à soupapes latérales. Ces moteurs sont la norme dans l'industrie automobile depuis plusieurs décennies. 
Il ne faut pas confondre soupapes en tête et arbre à cames en tête car un moteur à soupapes en tête peut être « à arbre à cames latéral » (distribution par tiges et culbuteurs).

## Historique

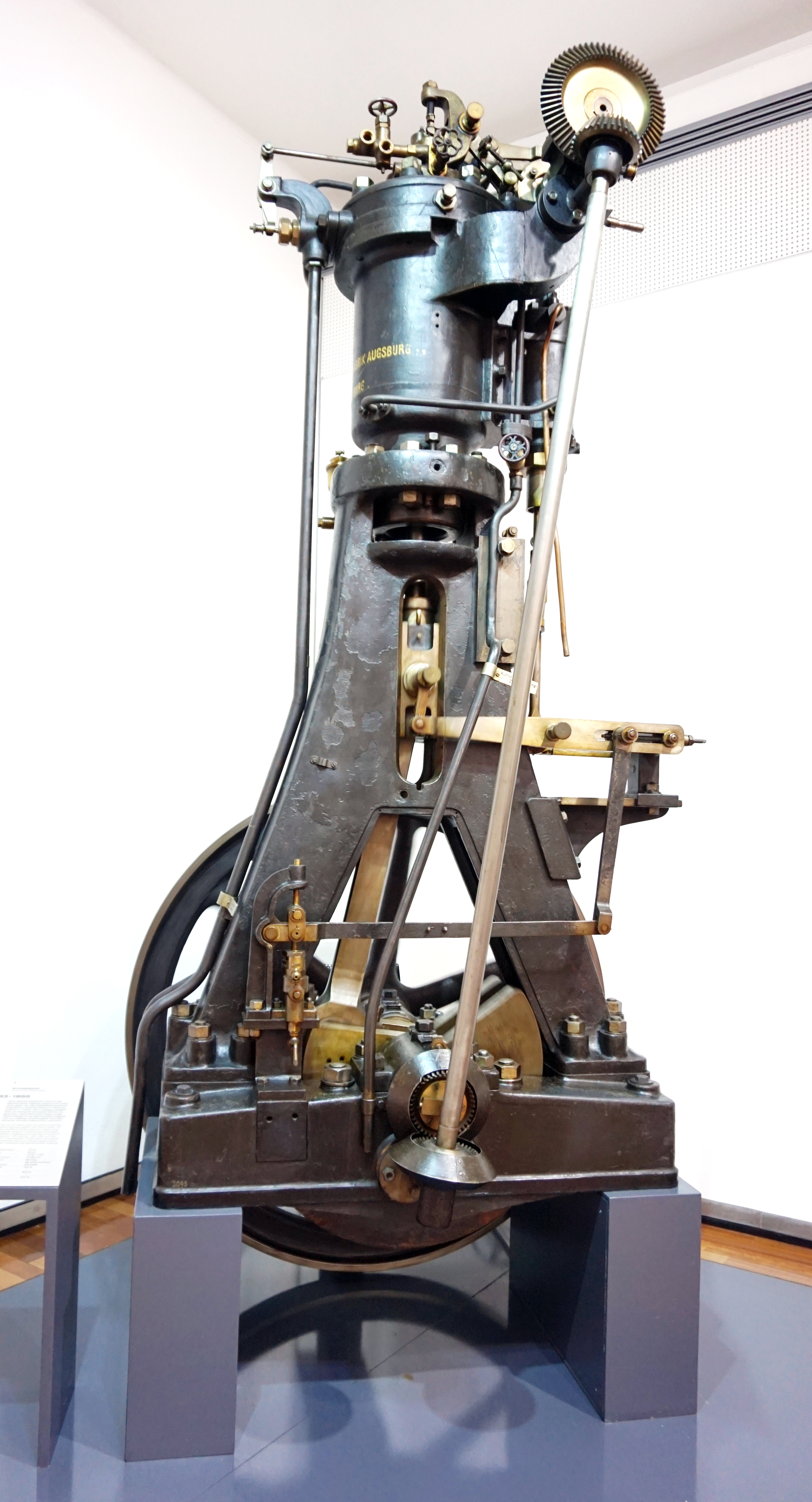
Prototype du moteur diesel de 1894 à soupapes en tête.

Les premiers moteurs à combustion interne étaient basés sur des moteurs à vapeur et utilisaient des soupapes glissantes. Ce fut le cas pour le premier moteur Otto qui fonctionna avec succès pour la première fois en 1876. Les moteurs à combustion interne commençant à se développer séparément des moteurs à vapeur, les moteurs à soupapes sont devenus de plus en plus courants, la plupart des moteurs jusqu'aux années 1950 utilisant une conception à soupapes latérales (« flathead » en anglais).
À partir de 1885 et du Daimler Reitwagen, les moteurs de plusieurs modèles de voitures et de motos utilisent des soupapes. Celles d'admission, situées dans la culasse et actionnées par l'aspiration créée par le piston, étaient qualifiées d' « atmosphériques ».  Les soupapes d'échappement étaient elles entraînées par un arbre à cames situé dans le bloc moteur. 
Le prototype du moteur diesel de 1894 utilisait des soupapes en tête actionnées par un arbre à cames, des tiges de poussée et des culbuteurs,, devenant ainsi l'un des premiers moteurs OHV. En 1896, William F. Davisle dépose le brevet américain no 563 140 relatif à un moteur OHV utilisant un liquide de refroidissement pour maintenir la culasse à la bonne température. Cependant aucun moteur fonctionnant avec cette technologie ne fut réellement construit à cette époque.

### Premiers moteurs OHV en production

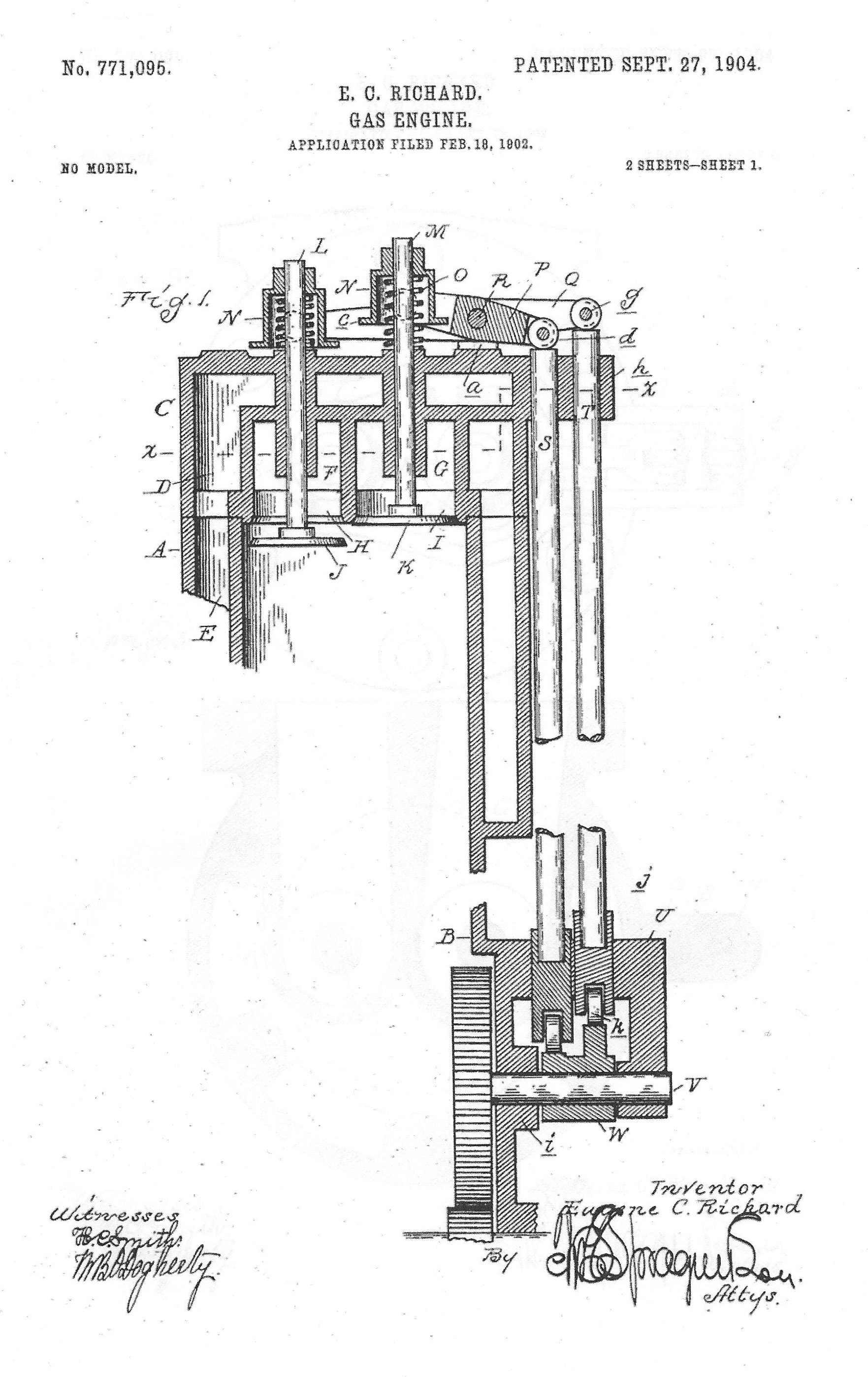
En 1904, brevet de Buick pour un moteur à soupapes en tête.

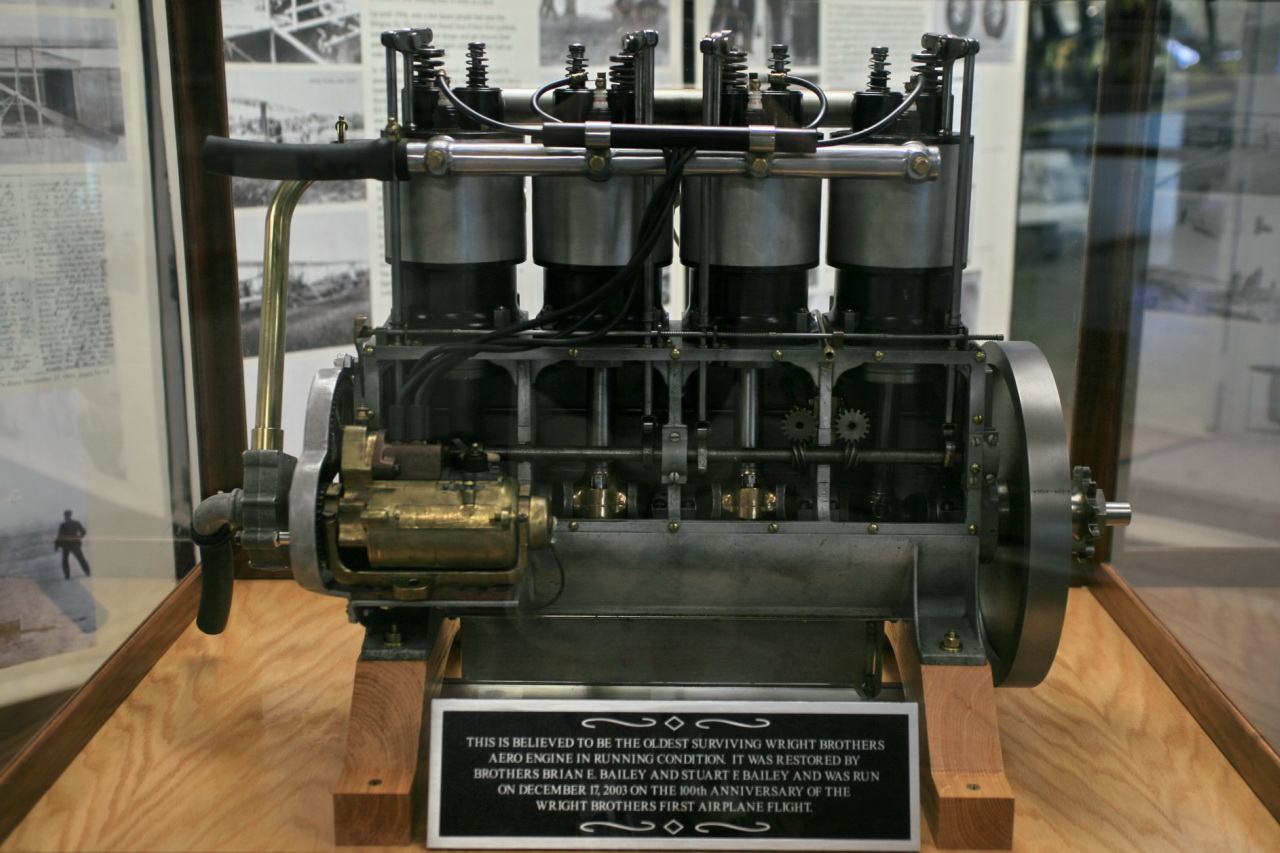
Moteur Wright OHV semi culbuté (1910).

En 1898 aux États-Unis, le fabricant de vélos Walter Lorenzo Marr construit un prototype de tricycle motorisé par un monocylindre OHV. Marr est embauché par Buick (alors nommé Buick Auto-Vim and Power Company ) de 1899 à 1902, période durant laquelle la conception du moteur à soupapes en tête est améliorée. Ce moteur employait des culbuteurs actionnés par des poussoirs, qui à leur tour ouvraient les soupapes parallèles aux pistons. 

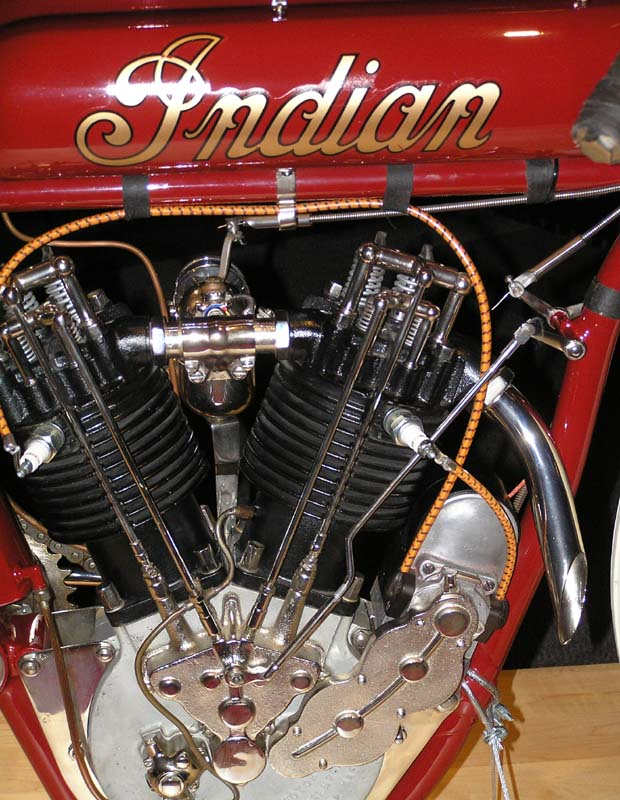
Moteur bicylindre Indian OHV "eight valve" (1915).

Marr retourne chez Buick en 1904 (après avoir construit une petite quantité de Marr Auto-Car, avec le premier moteur connu à utiliser la technologie d'arbre à cames en tête), année durant laquelle Buick dépose un brevet pour un moteur à soupapes en tête. Le premier moteur OHV de production au monde équipe la Buick Model B à partir de 1904. C'était un bicylindre à plat avec deux soupapes par cylindre qui  connut un grand succès, la société vendant 750 Model B dès 1905. 
Plusieurs autres fabricants commencent à cette époque à produire des moteurs OHV, comme le moteur à quatre cylindres vertical des frères Wright (1906-1912),. 
Les constructeurs de motos participent activement à l'évolution des moteurs vers l'OHV. Ainsi Indian, le plus grand fabricant de motos au monde jusqu'à la première guerre mondiale, équipe dès 1910 ses modèles de course de moteurs OHV culbutés à 4 soupapes par cylindre, alors que ses modèles commerciaux seront IOE ou à soupapes latérales jusqu'après la seconde guerre mondiale. 
Les moteurs à soupapes latérales restèrent d'ailleurs la norme dans l'industrie jusqu'à la fin des années 1940, années à partir desquelles ils commencèrent à être supplantés par les moteurs OHV.

### Arrivée des moteurs à arbre à cames en tête

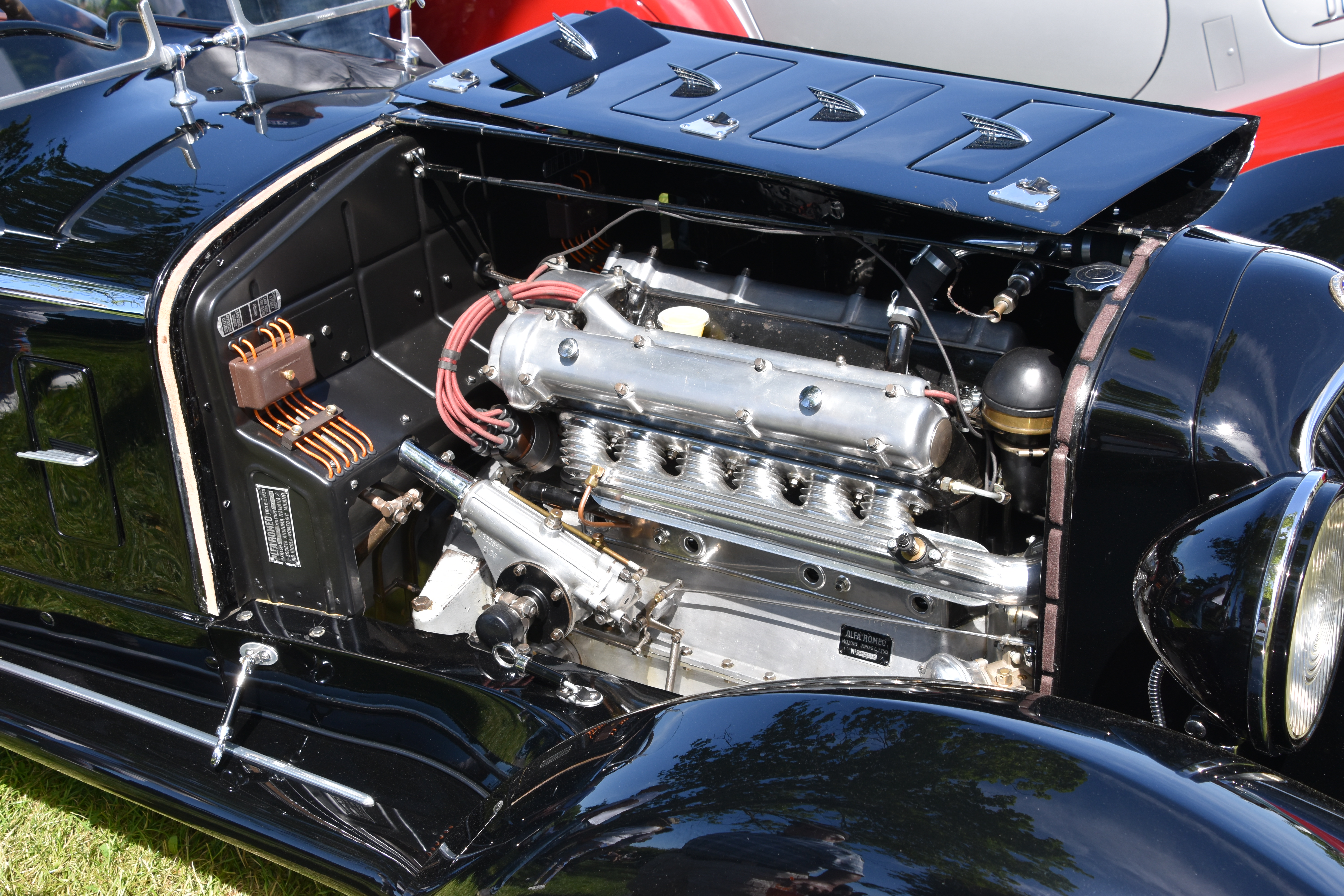
Moteur Alfa Roméo 6c : 6 cylindres en ligne, simple ou double arbre à cames en tête selon les versions (1929). Modèle représenté : double arbre.

Le premier moteur à arbre à cames en tête (et soupapes en tête) remonte à 1902, mais l'utilisation de cette conception jugée coûteuse fut longtemps limitée aux voitures luxueuses ou à hautes performances (Rolls-Royce, Isotta Fraschini, Duesenberg, Mercedes-Benz, Hispano-Suiza, Bugatti, etc.). Les moteurs à arbre à cames et soupapes en tête sont progressivement devenus courants à partir des années 1950.
Alfa-Romeo développe ainsi des moteurs à double arbres à cames et soupapes en tête sur ses modèles sport (Alfa Romeo 6C) dès 1927 puis démocratise ce système en 1950 avec un moteur 4-cylindres en fonte d'aluminium de 1 900 cm3 sur l'Alfa Romeo 1900.
Lors de la course automobile des 500 miles d'Indianapolis de 1994, l'équipe Penske engage une voiture propulsée par le moteur Mercedes-Benz 500I OHV construite sur mesure. En raison d'une faille dans le règlement, ce moteur OHV fut autorisé à utiliser une plus grande cylindrée et une pression de suralimentation plus importante, augmentant considérablement sa puissance par rapport aux moteurs à soupapes latérales utilisés par les autres équipes[réf. nécessaire]. L'équipe Penske se qualifia en pole position et remporta la course avec une confortable avance. Au début du XXIe siècle, plusieurs moteurs V8 OHV de General Motors et Chrysler utilisaient une cylindrée variable pour réduire la consommation de carburant et les émissions d'échappement.
Au début du XXIe siècle, la majorité des moteurs automobiles (à l'exception de certains moteurs V8 nord-américains) utilisent une conception à soupapes en tête. En 2008, le premier moteur OHV de production à utiliser un calage variable des soupapes a été introduit sur la Dodge Viper de quatrième génération.

## Conception

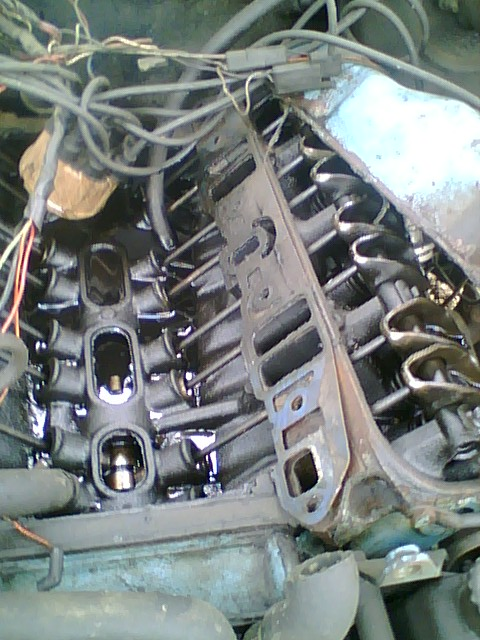
Moteur V8 (sans collecteur d'admission), montrant l'arbre à cames, les tiges de poussée et les culbuteurs.

Les moteurs OHV présentent plusieurs avantages par rapport aux moteurs à soupapes latérales :
- ensemble globalement plus compact : la conception à cames en bloc d'un moteur OHV se traduit par une taille globalement plus petite par rapport à un moteur à soupapes latérales équivalent[13] ;
- utilisation du même moulage de culasse pour les deux rangées de cylindres : un moteur à soupapes latérales nécessite que les culasses soient (plus ou moins) conçues en miroir l'une par rapport à l'autre, en raison du système d'entraînement d'arbre à cames (par exemple, courroie/chaîne de distribution) à l'avant de chaque banc de cylindres. Un moteur OHV peut utiliser le même moulage de culasse pour les deux bancs, simplement en le retournant pour le deuxième banc ;
- système d'entraînement d'arbre à cames plus simple : les moteurs OHV ont un système d'entraînement moins complexe pour l'arbre à cames par rapport aux moteurs à soupapes latérales[13]. La plupart des moteurs à soupapes latérales entraînent l'arbre à cames (ou les arbres à cames) en utilisant une courroie de distribution, une chaîne ou plusieurs chaînes. Ces systèmes nécessitent l'utilisation de tendeurs, ce qui ajoute de la complexité. En revanche, un moteur OHV avec son arbre à cames positionné à proximité du vilebrequin peut être entraîné par une chaîne beaucoup plus courte ou même un train d'engrenages direct. Cet avantage est cependant un peu compensé par un train de soupapes plus complexe nécessitant des poussoirs ;
- système de lubrification plus simple : les culasses OHV nécessitent uniquement une lubrification pour les culbuteurs à l'extrémité de la tige de poussée, au tourillon et à l'extrémité du culbuteur. Cette lubrification est généralement fournie par les poussoirs eux-mêmes plutôt que par un système de lubrification dédié dans la culasse. Les besoins de lubrification réduits peuvent également permettre l'utilisation d'une pompe à huile plus petite et de moindre capacité.

Par rapport aux moteurs à soupapes latérales, les moteurs OHV présentent cependant des inconvénients : 
- régimes moteur limités (dans le cas d'un arbre à cames latéral) : bien que les moteurs OHV aient des systèmes d'entraînement plus simples pour l'arbre à cames, il y a un plus grand nombre de pièces mobiles dans le train de soupapes (comprenant les poussoirs, les tiges de poussée et les culbuteurs). L'inertie de ces pièces du groupe de soupapes rend les moteurs OHV plus sensibles à l'affolement des soupapes à des régimes moteur élevés[1].
- contraintes sur le nombre et l'emplacement des soupapes : les moteurs à soupapes latérales ont souvent quatre soupapes par cylindre alors qu'à défaut d'arbre à cames en tête, il est rare qu'un moteur OHV ait plus de deux soupapes par cylindre. Dans les moteurs OHV, la taille et la forme des orifices d'admission ainsi que la position des soupapes sont limitées par les poussoirs et la nécessité de les loger dans le moulage de la culasse.

## Risque
Sur un moteur à soupapes en tête, l'affolement de soupapes (impossibilité pour la soupape de revenir à temps sur son siège) peut provoquer la casse du moteur si les têtes de soupapes se déplacent dans la zone balayée par le piston.

## Solution
Pour éviter l’affolement des soupapes il faut réduire le nombre de pièces en mouvement et leur inertie. 
La solution adaptée est celle d'un arbre à cames en tête par rangée de soupapes (soit un ou deux arbres à cames par rangée de cylindres). Ainsi on évite l'emploi de pièces intermédiaires entre l'arbre à cames et la tige de la soupape, ce qui permet d'atteindre des régimes moteur élevés. Une distribution desmodromique permet de supprimer tout ressort de rappel et ainsi d'atteindre des régimes encore plus élevés en limitant les risques de casse moteur.

## Cas des moteurs à distribution culbutée
Sur les moteurs à distribution culbutée, de nombreuses pièces en mouvement (soupapes, tiges de culbuteurs, culbuteurs) ont une inertie importante. Les difficultés à surmonter pour faire fonctionner correctement un moteur culbuté à haut régime en limitent la puissance spécifique. Le caractère compact et la simplicité de conception et d'entretien de ces moteurs en a pourtant longtemps justifié l'utilisation dans les véhicules automobiles. Cette utilisation persiste sur des moteurs peu poussés, par exemple les grosses cylindrées américaines.